# Rhadinaea calligaster
Rhadinaea calligaster — вид змій родини полозових (Colubridae). Мешкає в Коста-Риці і Панамі.

## Поширення і екологія
Rhadinaea calligaster мешкають в горах на території Коста-Рики і західної Панами. Вони живуть в гірських тропічних лісах, на узліссях і галявинах, трапляються на луках і плантаціях та в садах. Зустрічаються на висоті від 1200 до 2850 м над рівнем моря.